# Хасковска област
Хасковска област (буг. Област Хасково) се налази у југоисточном делу Бугарске. Ова област заузима површину од 5,543 km² и има 307.067 становника. Административни центар Хасковске области је град Хасково.

## Списак насељених места у Хасковској области
Градови су подебљани

### Општина Димитровград
Бодрово,
Брод,
Брјаст,
Великан,
Воден,
Врбица,
Гољамо Асеново,
Горски Извор,
Димитровград,
Длагнево,
Добрич,
Долно Белево,
Здравец,
Златопоље,
Каснаково,
Крепост,
Крум,
Мало Асеново,
Меричлери,
Радиево,
Рајново,
Светлина,
Скобелево,
Сталево,
Странско,
Черногорово,
Јабалково

### Општина Ивајловград
Бели Дол,
Белополци,
Белопољане,
Ботурче,
Брусино,
Бубино,
Бјалградец,
Ветрушка,
Вис,
Глумово,
Горњо Луково,
Горноселци,
Горско,
Гугутка,
Доњо Луково,
Доњоселци,
Драбишна,
Железари,
Железино,
Ивајловград,
Казак,
Камилски Дол,
Карловско,
Кобилино,
Кондово,
Конници,
Костилково,
Ламбух,
Ленско,
Мандрица,
Меден Бук,
Нова Ливада,
Одринци,
Орешино,
Пашкул,
Плевун,
Планинец,
Покрован,
Попско,
Пастроок,
Розино,
Сборино,
Свирачи,
Сив Кладенец,
Славеево,
Соколенци,
Хухла,
Черни Рид,
Черничино,
Чучулига

### Општина Љубимец
Белица,
Васково,
Валче Поље,
Георги Добрево,
Дабовец,
Јерусалимово,
Лозен,
Љубимец,
Мало Градиште,
Орјахово

### Општина Маџарово
Бориславци,
Габерово,
Голяма Долина,
Горњи Главанак,
Горњо Поље,
Доњи Главанак,
Доњо Садиево,
Ефрем,
Златоустово,
Маџарово,
Мали Воден,
Мало Брјагово,
Мало Попово,
Румелија,
Раженово,
Селска Пољана,
Сеноклас,
Тополово

### Општина Минерални Бањи
Ангел Војвода,
Бојан Ботево,
Брјастово,
Винево,
Караманци,
Колец,
Минерални Бањи,
Сираково,
Спахиево,
Сусам,
Срница,
Татарево

### Општина Симеоновград
Дрјаново,
Калугерово,
Константиново,
Симеоновград,
Навасен,
Пјасачево,
Свирково,
Тројан,
Ћанево

### Општина Свиленград
Варник,
Генералово,
Дервишка Могила,
Димитровче,
Капитан Андреево,
Костур,
Левка,
Лисово,
Маточина,
Мезек,
Михалич,
Младиново,
Момково,
Мустрак,
Пашово,
Пастрогор,
Равна Гора,
Рајкова Могила,
Свиленград,
Сива Река,
Сладун,
Студена,
Чернодаб,
Штит

### Општина Стамболово
Балкан,
Бјал Кладенец,
Воденци,
Војводенец,
Гледка,
Голобрадово,
Гољам Извор,
Доњо Ботево,
Доњо Поље,
Доњо Черковиште,
Жалти брјаг,
Зимовина,
Кладенец,
Кралево,
Љасковец,
Мађари,
Мали Извор,
Поповец,
Пчелари,
Патниково,
Рабово,
Светослав,
Силен,
Стамболово,
Танково,
Царева Пољана

### Општина Тополовград
Балгарска Пољана,
Владимирово,
Доброселец,
Капитан Петко Војвода,
Каменна Река,
Књажево,
Мрамор,
Орешник,
Орлов Дол,
Планиново,
Присадец,
Радовец,
Сакарци,
Светлина,
Синапово,
Срем,
Тополовград,
Устрем,
Филипово,
Хљабово,
Чукарово

### Општина Харманли
Бисер,
Богомил,
Бољарски Извор,
Браница, Бугарин,
Врбово,
Доситејево,
Дрипчево,
Иваново,
Изворово,
Коларово,
Лешниково,
Надежден,
Овчарово,
Орешец,
Остар камик,
Пољаново,
Преславец,
Рогозиново,
Славјаново,
Смирненци,
Харманли,
Черепово,
Черна могила,
Шишманово

### Општина Хасково
Александрово,
Брјагово,
Војводово,
Вагларово,
Гарваново,
Големанци,
Горњо Војводино,
Галабец,
Динево,
Доњо Војводино,
Доњо Големанци,
Елена,
Зорница,
Клокотница,
Книжовник,
Козлец,
Конуш,
Корен,
Криво Поље,
Љубеново,
Малево,
Манастир,
Мандра,
Маслиново,
Момино,
Николово,
Нова Надежда,
Орлово,
Подкрепа,
Родопи,
Стамболијски,
Стојково,
Текето,
Тракиец,
Узунџово,
Хасково,
Широка Пољана